# Charlestown (Indiana)
Charlestown és una població dels Estats Units a l'estat d'Indiana. Segons el cens del 2000 tenia 5.993 habitants.

## Demografia
Segons el cens del 2000, Charlestown tenia 5.993 habitants, 2.341 habitatges, i 1.615 famílies. La densitat de població era de 993,1 habitants per km².
Dels 2.341 habitatges en un 37% hi vivien nens de menys de 18 anys, en un 45,9% hi vivien parelles casades, en un 18,5% dones solteres, i en un 31% no eren unitats familiars. En el 26,4% dels habitatges hi vivien persones soles el 9,9% de les quals corresponia a persones de 65 anys o més que vivien soles. El nombre mitjà de persones vivint en cada habitatge era de 2,56 i el nombre mitjà de persones que vivien en cada família era de 3,03.
Per edats la població es repartia de la següent manera: un 29% tenia menys de 18 anys, un 10,8% entre 18 i 24, un 30,4% entre 25 i 44, un 18,9% de 45 a 60 i un 10,9% 65 anys o més.
L'edat mediana era de 32 anys. Per cada 100 dones de 18 o més anys hi havia 87,2 homes.
La renda mediana per habitatge era de 28.238 dòlars i la renda mediana per família de 35.592 dòlars. Els homes tenien una renda mediana de 27.240 dòlars mentre que les dones 21.901 dòlars. La renda per capita de la població era de 13.892 dòlars. Entorn del 15,8% de les famílies i el 19,2% de la població estaven per sota del llindar de pobresa.

## Poblacions més properes
El següent diagrama mostra les poblacions més properes.